# Jürgen Stroop
Jürgen Stroop (Detmold, 26 de septiembre de 1895 - Varsovia, 6 de marzo de 1952) fue un general de las SS. Nacido con el nombre de Josef, lo cambió a Jürgen en mayo de 1941, un mes antes de que estallase la guerra en el Frente oriental, por las constantes burlas de la esposa de un Gauleiter que lo llamaba «Juzik». Stroop era hijo de un oficial de policía.

## Biografía

### Primera Guerra Mundial
Stroop sirvió como voluntario en el Ejército Alemán durante la Primera Guerra Mundial, en un batallón de infantería. Llegó al grado de sargento. Resultó herido y fue condecorado con la Cruz de Hierro de 2.ª clase, así como con la Medalla de Herido en Negro (tercera clase).
Se casó en 1923 y tuvo tres hijos. Después de la guerra, Stroop trabajó en el Catastro civil en Detmold hasta 1933. 

### Régimen nazi
En julio de 1932 se alistó en las Schutzstaffel (SS) y en septiembre de ese mismo año se hizo miembro del Partido Nazi. Durante la campaña electoral de 1932, llamó la atención de Adolf Hitler, Heinrich Himmler y Hermann Göring. En marzo de 1934 fue ascendido de Scharführer (Sargento) a Hauptsturmführer (Capitán). Después trabajó en la administración de las SS en Münster y Hamburgo. En otoño de 1938 tenía el grado de Standartenführer (Coronel).
Entre 1936 y 1938, Stroop recibió varios cursos de Funciones de Mando, educación política y Administración en la Escuela de Equitación de las SS en Múnich, así como de cursos de educación racial en Berlín y de Liderazgo militar en la Escuela de Dachau. Cuando estalló la guerra en 1939, Stroop fue comandante del sector de las SS en Gnesen (Gniezno). En 1941 pasó a comandar un Regimiento de Infantería de la 3.ª División SS Totenkopf en Rusia, donde estuvo hasta 1943.

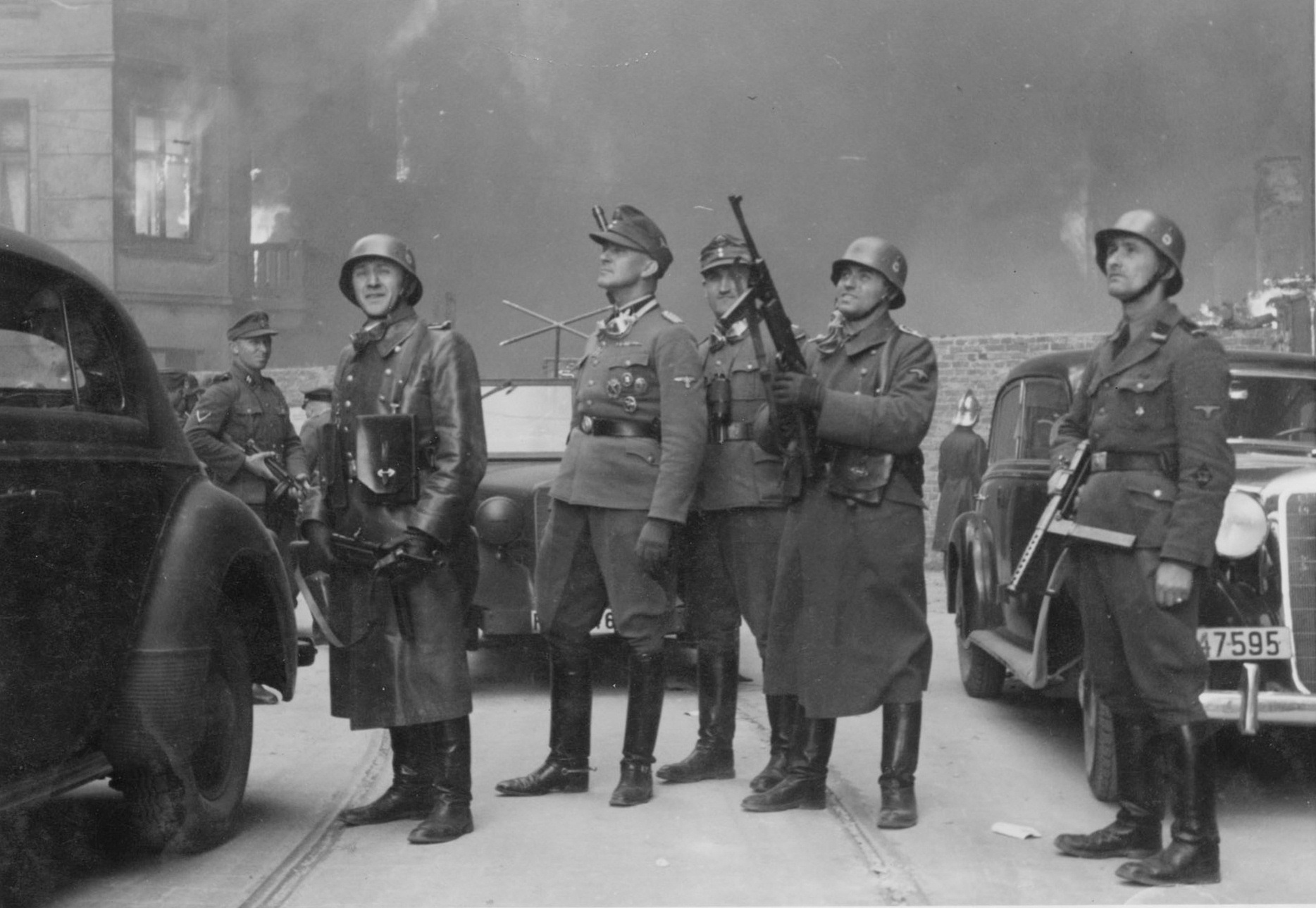
Jürgen Stroop (en el centro de la imagen) junto a sus hombres, durante la destrucción del Gueto de Varsovia, 1943

El 19 de abril de 1943, Heinrich Himmler lo transfiere a Polonia como jefe de las unidades de las SS, Policía y del ejército con la misión de sofocar el levantamiento del Gueto de Varsovia (19 de abril a 16 de mayo de 1943), tarea que el general Ferdinand von Sammern-Frankenegg no había podido cumplir con éxito. Unos 600 miembros armados de la organización judía de combate (en polaco Żydowska Organizacja Bojowa, o ŻOB) ofrecieron una tenaz resistencia durante casi cuatro semanas a unos 2000 soldados de las SS, de la Wehrmacht y de la Policía que contaban con el apoyo de tanques y artillería. Pocos de los combatientes sobrevivieron la matanza. El más conocido de ellos es Marek Edelman. Al aplastar la resistencia judía en el gueto de Varsovia, Stroop telegrafió triunfante a Friedrich-Wilhelm Krüger, su superior inmediato: «El antiguo barrio judío de Varsovia ha dejado de existir.» En el gueto 17 000 judíos fueron asesinados, 7000 fueron transportados a Treblinka para ser liquidados en las cámaras de gas y 42 000 acabaron en el campo de concentración de Majdanek cerca de Lublin. Stroop fue condecorado por esta acción con la Cruz de Hierro de 1.ª clase y redactó un informe en tres ejemplares: el primero lo envió directamente a Himmler, el segundo fue para Krüger y el tercero se lo quedó él. Este informe incluye, entre otras cosas, los télex de Stroop y fotos tomadas durante los combates. Después de la guerra, soldados norteamericanos se hicieron con un ejemplar que después sirvió de prueba durante los juicios de Núremberg contra criminales de guerra. Stroop no puso en duda la autenticidad del informe pero sí intentó quitarle importancia.
Tras haber aplastado el alzamiento del gueto de Varsovia, fue nombrado jefe de las SS y Policía en Varsovia. En septiembre de 1943 fue destinado a Grecia y en noviembre de ese año regresó con un alto cargo a Wiesbaden, donde estuvo hasta el final de la guerra.

### Ejecución
Después de la guerra, Stroop fue juzgado en los juicios de Dachau, conducido por los Estados Unidos, y fue declarado responsable de una serie de ejecuciones ilegales de tropas aerotransportadas estadounidenses en Alemania. El 21 de marzo de 1947 fue condenado a muerte. No obstante, inmediatamente después fue extraditado a la República Popular de Polonia, donde fue juzgado de nuevo, esta vez por crímenes cometidos contra los polacos. Declarado culpable, el 6 de marzo de 1952 fue ejecutado en la antigua localización del Gueto de Varsovia.

## Conversaciones con un verdugo

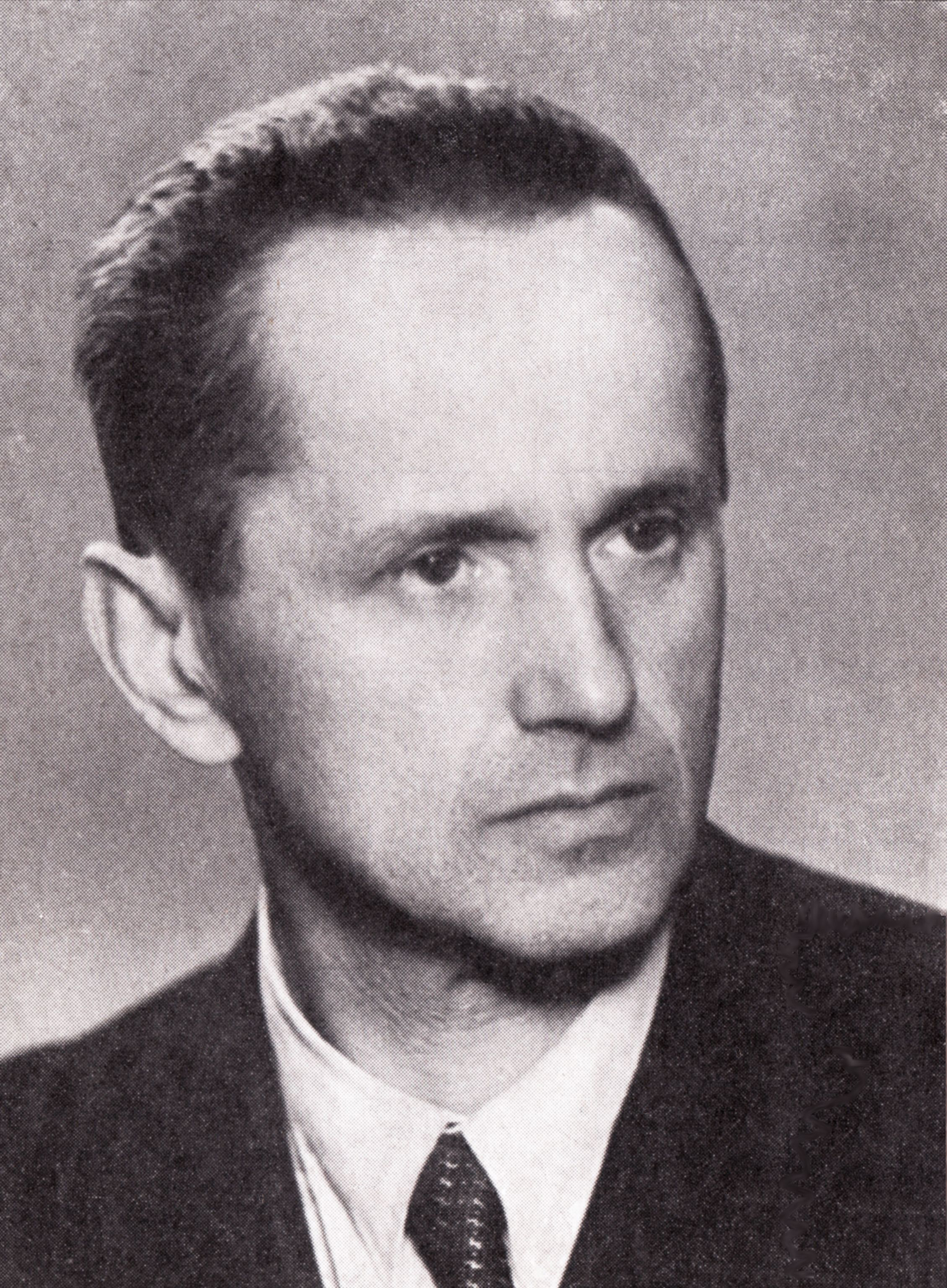
Kazimierz Moczarski

En 1949, cuando se encontraba encarcelado en la prisión de Mokotow esperando juicio, compartió celda con el escritor y resistente polaco Kazimierz Moczarski quien, años después, escribiría un libro titulado Conversaciones con un verdugo, que trata sobre las confidencias que Stroop le hizo a Moczarski durante el cautiverio. Entre ellas, afirmó haber matado personalmente al Mariscal Günther von Kluge.